# Elymus kuramensis
Elymus kuramensis là một loài thực vật có hoa trong họ Hòa thảo. Loài này được (Melderis) Cope mô tả khoa học đầu tiên năm 1982.